# Lyle och Erik Menendez
Lyle och Erik Menendez, födda 10 januari 1968 respektive 27 november 1970, är två amerikanska bröder som den 20 augusti 1989 sköt ihjäl sina föräldrar i familjens hem i Beverly Hills, Los Angeles.
De levde därefter ett liv i lyx på arvet. Detta uppmärksammades av myndigheterna och polis och åklagare kopplades in. Efter två rättegångar med oenig jury dömdes bröderna 1996 efter en tredje rättegång till livstids fängelse utan möjlighet till frigivning. Båda bröderna har ingått äktenskap under sin fängelsevistelse.
I maj 2025 ändrades domen för bröderna till 50 år till livstids fängelse, vilket idag gör dem berättigade till villkorlig frigivning.

## I populärkultur
Netflixserien Monster: Berättelsen om Lyle och Erik Menendez, som hade premiär i september 2024, är en dramaserie som bygger på händelserna kring bröderna Menendez.